# Holbæk B&I
Maillots
Dernière mise à jour : 24 juillet 2023.
Le Holbæk B&I est un club de football danois basé à Holbæk.

## Historique
- 1900 : fondation du club sous le nom de Holbæk IF
- 1931 : fusion avec Holbæk BK en Holbæk B&I
- 1975 : 1re participation à une Coupe d'Europe (C3, saison 1975/76)

## Palmarès
- Coupe du Danemark
  - Finaliste : 1975, 1976

- Championnat du Danemark de deuxième division
  - Champion : 1973